# 岩屋城
岩屋城（いわやじょう）は、福岡県太宰府市浦城（筑前国御笠郡）にあった日本の城（山城）。戦国時代末期の天正14年（1586年）、島津忠長率いる島津軍と大友軍の高橋紹運との壮絶な攻防戦（岩屋城の戦い）で知られる。

## 歴史
築城は天文年間（1532年 - 1554年）に大友氏の武将・高橋鑑種と伝えられ、立花城と共に大友家の筑前支配の拠点であった。しかし、高橋鑑種は主君・大友宗麟の傲慢な振る舞いに憤り、反旗を翻したために城を逐われ、大友家の宿老吉弘鑑理の二男鎮種が高橋氏の名跡を継いで「高橋鎮種」と名乗り宝満･岩屋の両城主となった。
天正13年（1585年）、立花城主の立花道雪の死去後、長男統虎が道雪の養子として立花城主となり、次男の統増が高橋家の本城である宝満城に入城し、一族三人で大友家の筑前での拠点防衛に就く。
天正14年（1586年）7月13日、筑前一帯を平定し、関白秀吉の九州襲来を阻まんとする島津氏が総勢2万にも及ぶ大軍で攻め寄せ、大宰府政庁跡の東隣にある観世音寺に陣を設けた。紹運（高橋鎮種の出家後の名）は七百余名と共に篭城。2週間の間頑強に抵抗したものの、各出城や砦が次々と陥落、虚空蔵砦を守備する福田民部少輔も討死するに及んだ。また、城主紹運も自ら薙刀を取り敵中に入ったが力尽き、敵陣に矢止めを乞うたのち高櫓の上に登り自害。残された将兵もあとを追い玉砕、天正14年7月27日落城。
紹運が高櫓の扉に書き残したとされる辞世の歌は、「屍をば岩屋の苔に埋みてぞ　雲居の空に名をとどむべき」
城跡から道を隔てた南西側に高橋紹運の墓がある。

## 城の構造
四王寺山（標高410メートル）の中腹（標高291メートル）にある。現在は堀切や土塁が残る。